# Familia Cristi

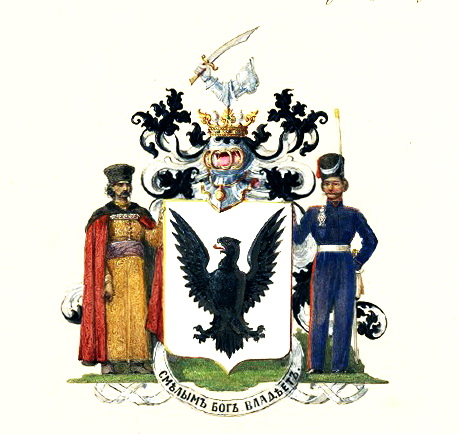
Stema familiei Cristi

Familia Cristi este o familie de boieri moldoveni ce au fost integrați în nobilimea rusă după anexarea Basarabiei de către Imperiul țarist.
În 1821, boierul Vasile Cristi a fost integrat în nobilimea basarabeană, iar, în 1883, nepotul său, Grigori Cristi, a fost inclus în nobilimea guberniei Reazan.

## Personalități
- Grigori Cristi
- Vladimir Cristi[1]
- Mihail Cristi
- Aleksandr Schmidt, fiul fostului primar de Chișinău Carol Schmidt și al Mariei Cristi